# Rangiora (Neuseeland)
Rangiora ist eine Stadt im Waimakariri District der Region Canterbury auf der Südinsel von Neuseeland. Sie ist Sitz des Waimakariri District Councils.

## Namensherkunft
Der Name der Stadt bedeutet in der Sprache der Māori so viel wie „Tag oder Ort des Friedens“. Damit wird an den Friedensschluss zwischen den Ngāi Tahu und den Ngāti Mamoe erinnert, die sich über viele Jahre hinweg erbittert bekämpft haben.

## Geographie
Die Stadt befindet sich rund 25 km nördlich von Christchurch in der weiten Ebene zwischen dem Waimakariri River und dem Ashley River/Rakahuri. Das Stadtgebiet grenzt an das südliche Ufer des Ashley River, der rund 11 km ostnordöstlich in den Pazifischen Ozean mündet.

### Klima
Da die Stadt im Gegensatz zu dem küstennahen Christchurch etwas weiter im Inland liegt, sind die Sommer in Rangiora etwas wärmer und die Winter entsprechend kälter. Die offizielle Höchsttemperatur, die in Neuseeland je gemessen wurde, konnte am 7. Februar 1973 mit 42,4 °C in Rangiora dokumentiert werden.

## Bevölkerung
Zum Zensus des Jahres 2013 zählte die Stadt 15.018 Einwohner, 23,7 % mehr als zur Volkszählung im Jahr 2006.

## Infrastruktur

### Straßenverkehr
Durch Rangiora führt der New Zealand State Highway 71, der die Stadt über Kaiapoi und dem New Zealand State Highway 1 mit Christchurch verbindet. Eine untergeordnete Landstraße, die in Rangiora nach Westen abzweigt, verbindet die Stadt mit dem im Inland liegenden Oxford.

### Schienenverkehr
Rangiora liegt an der Bahnstrecke Christchurch–Picton. Sie verbindet den Ort mit Christchurch und den südlichen Landesteilen entlang der Ostküste sowie dem nördlichen Teil der Südinsel, wo in Picton ein Trajekt (Interislander Ferry) zur Nordinsel anschließt. Der TranzCoastal hält im Bahnhof von Rangiora.

### Bildungswesen
Die Stadt besitzt mehrere Grundschulen und zwei weiterführende Schulen. Die Rangiora High School hat etwa 1650 Schüler. Sie ist eine der größten weiterführenden Schulen der Südinsel. Mit ihrer Gründung durch einen Parlamentsakt im Jahre 1881 zählt sie auch zu den ältesten Schulen des Landes. Die Schule öffnete erstmals am 28. Januar 1884 und feiert Ostern 2009 ihr 125-jähriges Bestehen. Sie brachte in den letzten Jahren mehrere gute Rugby- und Netball-Spieler hervor.

## Sehenswürdigkeiten
- Von Rangiora aus können mehrere Weingüter in Richtung North Canterbury besichtigt werden.
- Die Rangiora Showgrounds sind der Ort der jährlichen Autoshow Street Machines und Muscle Car Madness.
- Rangiora rühmt sich Neuseelands erster und einziger Herstellungsort für Met (Honigwein) zu sein, der von der Stadt aus in viele Länder exportiert wird.

## Sport
Die Stadt besitzt mit dem Rangiora A.F.C. einen Fußballclub.

## Kultur
In Rangiora gibt es zwei Theatertruppen, die The North Canterbury Musical Society und die The Rangiora Players, außerdem eine Anzahl von Musik-, Tanz- und Schauspielschulen. Das Kino Regent Theatre befindet sich im Gebäude des historischen Rathauses von Rangiora.

## Persönlichkeiten
- Robin Clark (1935–2018), neuseeländisch-britischer Chemiker
- Elizabeth Herriott (1882–1936), Biologin
- Graeme Higginson (* 1954), Rugby-Union-Spieler
- Barry Philip Jones (1941–2016), römisch-katholischer Bischof des Bistums Christchurch
- Eve Macfarlane (* 1992), Ruderin
- Nick Smith (* 1964), Politiker
- Joseph Sullivan (* 1987), Ruderer
- Rino Tirikatene (* 1972), māorisch-neuseeländischer Politiker der New Zealand Labour Party